# Gemeprost
Il gemeprost (chimicamente il 16,16-dimetil-trans-delta2 PGE1 metil estere) è un analogo sintetico della prostaglandina E1 (alprostadil o PGE1).

## Farmacodinamica
Nei mammiferi le prostaglandine esercitano effetti fisiologici e farmacologici a molti livelli. Tuttavia il gemeprost possiede un'azione relativamente selettiva nei confronti dell'utero e della cervice. Studi sperimentali hanno dimostrato che il farmaco è in grado di stimolare la contrazione uterina ed indurre il rilassamento della cervice stessa. Il gemeprost strutturalmente è un analogo della PGE1, la sua azione è invece paragonabile ma decisamente più potente di quella della PGF2a.
Il meccanismo d'azione sul muscolo uterino richiede la partecipazione del calcio e non è mediato da altre prostaglandine endogene o da ossitocina.
Studi sperimentali inerenti all'effetto abortivo del farmaco sono stati condotti su conigli e scimmie ed in entrambe le specie il farmaco, somministrato in dosi proporzionali al periodo della gravidanza, ha raggiunto l'obiettivo. Per quanto è inerente alla capacità di dilatare la cervice uterina gli studi sperimentali sono stati invece condotti su scimmie gravide. Anche in questo caso gemeprost è risultato efficace.

## Farmacocinetica
Negli studi di farmacocinetica è stato riscontrato che la somministrazione in donne gravide di una candeletta vaginale contenente 1 mg di gemeprost ad intervalli regolari di 3 ore, comporta nel sangue una concentrazione plasmatica massima di 6 µg/ml a distanza di 1 ora dalla prima somministrazione ed una diminuzione nella misura di circa un terzo a distanza di 3 ore.

## Tossicità
Nel topo femmina i valori della DL50 sono di 62,5 mg/kg dopo somministrazione orale, di 32,5 mg/kg dopo somministrazione sottocutanea, di 29,5 mg/kg dopo somministrazione endovenosa e di 36 mg/kg dopo somministrazione vaginale.

## Usi clinici
Il farmaco sotto forma di candelette vaginali viene utilizzato in ostetricia come pre trattamento, per dilatare la cervice prima di un intervento chirurgico (ad esempio nell'intervento di interruzione dello stato di gravidanza nel primo trimestre). Gemeprost è usato anche nel trattamento del sanguinamento ostetrico. Il farmaco viene anche somministrato, da solo oppure in associazione al mifepristone od al misoprostol per indurre l'aborto entro la ventiquattresima settimana di gravidanza. Le candelette di gemeprost possono essere impiegate in ginecologia a scopo diagnostico prima di interventi strumentali come, ad esempio, la biopsia endometriale, l'isteroscopia, l'introduzione di un dispositivo intrauterino (spirale o IUD, Intra Uterine Device). Una candeletta è in grado di indurre una dilatazione che permane per almeno 6 ore.

## Dosi terapeutiche
In ostetricia, si introduce una candeletta vaginale, contenente 1 mg di gemeprost, 3 ore prima dell'intervento chirurgico. Nella induzione dell'aborto nel secondo trimestre di gravidanza si introduce ogni 3 ore una candeletta vaginale contenente 1 mg di gemeprost, sino ad un massimo di 5 candelette. Se il trattamento risulta inefficace, può essere ripetuto dopo un intervallo di 24 ore.

## Effetti collaterali ed indesiderati
Gli effetti collaterali di tipo sistemico che si possono verificare dopo somministrazione vaginale di gemeprost sono: nausea, vomito, diarrea, cefalea, vertigini, palpitazioni, dispnea, dolori al torace, dolori di tipo mestruale accompagnati o meno da perdite ematiche (spotting), vampate. Il gemeprost può provocare modificazione della pressione arteriosa, leggera piressia, brividi.

## Controindicazioni
Il farmaco risulta controindicato in caso di asma con gravi broncospasmi e in caso di ipersensibilità nota alle prostaglandine. Il gemeprost non deve essere utilizzato per l'induzione del travaglio nella gravidanza a termine con feto vivo e nelle situazioni di elevato rischio emorragico (fragilità uterina, utero cicatriziale).
Dato che non si conoscono gli effetti che la somministrazione di gemeprost può avere sul feto, è più che consigliabile che venga interrotta la gravidanza una volta somministrato il farmaco. Il gemeprost deve essere utilizzato con cautela nelle pazienti che presentano insufficienza cardiovascolare, ipertensione oculare, cerviciti e vaginiti.

## Interazioni
Si consiglia di non associare il gemeprost con farmaci ossitocici che possano potenziarne l'azione. La somministrazione contemporanea di antalgici di tipo non steroideo può diminuire l'effetto del gemeprost.